# ساروف
ساروف (بالروسية: Саров) هي إحدى مدن روسيا في الكيان الفدرالي الروسي نيزني نوفغورود أوبلاست. يقع بها واحد من أكثر مفاعلات الأبحاث النووية سرية في روسيا، ويحظر على الأجانب دخول هذه المدينة. لمواجهة حرائق الغابات التي انتشرت في البلاد في عام 2010، قامت القوات المسلحة الروسية بحفر قناة مائية طولها 5 أميال في المدينة لحماية المنشآت النووية.

## توأمة
لساروف اتفاقيات توأمة مع كل من:
- New Athos [الإنجليزية]‏
- لوس ألاموس

## أعلام
- تاتيانا سوروكو
- أوليغ تاكتاروف